# Jeżeli chcesz
Jeżeli chcesz - promo singel Anny Marii Jopek z 2000 roku. 

## Ścieżka dźwiękowa
1. Jeżeli chcesz
2. Bandoska (live)**
3. Dłoń zanurzasz we śnie (live) **
4. Kołysanna (live) **
5. Z Anną Marią Jopek rozmawia Daniel Wyszogrodzki*
6. Deszcz (live)**

- * wywiad obejmuje następujące tematy:

1. 1. Moja publiczność;
  2. Wykształcenie muzyczne;
  3. Tradycje rodzinne;
  4. Dwoistość w muzyce;
  5. Klasyka polskiej piosenki;
  6. Bracia Pospieszalscy;
  7. Sting;
  8. Bosa jako synteza;
  9. Bukowina;
  10. Nim słońce wstanie;
  11. Jeżeli chcesz;
  12. Nigdy więcej;
  13. Cyraneczka;
  14. Jednocześnie;
  15. Tęsko mi tęskno;
  16. Kiedy mnie już nie będzie;
  17. Z powietrza;
  18. Bosa;
  19. Nielojalność;
  20. Bosa - podsumowanie;

- ** - utwory nie publikowane wcześniej